# Чемпионат Европы по шорт-треку 2017
21-й Чемпионат Европы по шорт-треку 2017 прошёл с 13 по 15 января 2017 года в Турине, Италия. В соревнованиях принял участие 81 спортсмен из 28 стран.

## Медалисты
| Место | Страна         |    |    |    | Всего |
| ----- | -------------- | -- | -- | -- | ----- |
| 1     | Россия         | 4  | 4  | 5  | 13    |
| 2     | Италия         | 4  | 1  | 2  | 7     |
| 3     | Нидерланды     | 3  | 1  | 3  | 7     |
| 4     | Венгрия        | 1  | 6  | 0  | 7     |
| 5-6   | Великобритания | 0  | 0  | 1  | 1     |
| 5-6   | Израиль        | 0  | 0  | 1  | 1     |
|       | Total          | 12 | 12 | 12 | 36    |

## Мужчины
Призёры по результатам соревнований:
| Событие           | Золото                                                                    | Золото   | Серебро                                                                       | Серебро  | Бронза                                                                         | Бронза   |
| ----------------- | ------------------------------------------------------------------------- | -------- | ----------------------------------------------------------------------------- | -------- | ------------------------------------------------------------------------------ | -------- |
| 500 м             | Шинки Кнегт · Нидерланды                                                  | 41.168   | Дилан Хогерверф · Нидерланды                                                  | 41.549   | Виктор Ан · Россия                                                             | 41.834   |
| 1000 м            | Шандор Шаолинь Лю · Венгрия                                               | 1:25.964 | Лю Шаоанг · Венгрия                                                           | 1:26.061 | Семён Елистратов · Россия                                                      | 1:41.207 |
| 1500 м            | Семён Елистратов · Россия                                                 | 2:20.608 | Лю Шаоанг · Венгрия                                                           | 2:20.808 | Владислав Быканов · Израиль                                                    | 2:20.822 |
| Суперфинал 3000 м | Семён Елистратов · Россия                                                 | 5:01.663 | Шандор Шаолинь Лю · Венгрия                                                   | 5:01.787 | Шинки Кнегт · Нидерланды                                                       | 5:02.029 |
| Эстафета 5000 м   | Нидерланды · Ицхак де Лаат · Шинки Кнегт · Дан Бреувсма · Дилан Хогерверф | 6:56.809 | Россия · Семён Елистратов · Александр Шульгинов · Виктор Ан · Денис Айрапетян | 6:56.889 | Италия · Томмазо Дотти · Юрий Конфортола · Андреа Кассинелли · Никола Родигари | 7:00.168 |
| Общий зачёт       | Семён Елистратов · Россия                                                 | 86 очков | Шандор Шаолинь Лю · Венгрия                                                   | 71 очко  | Шинки Кнегт · Нидерланды                                                       | 54 очка  |

## Женщины
Призёры по результатам соревнований:
| Событие           | Золото                                                                                              | Золото   | Серебро                                                                  | Серебро  | Бронза                                                                             | Бронза   |
| ----------------- | --------------------------------------------------------------------------------------------------- | -------- | ------------------------------------------------------------------------ | -------- | ---------------------------------------------------------------------------------- | -------- |
| 500 м             | Рианне де Врис · Нидерланды                                                                         | 44.263   | Мартина Вальчепина · Италия                                              | 44.320   | Шарлотт Гилмартин · Великобритания                                                 | 44.548   |
| 1000 м            | Софья Просвирнова · Россия                                                                          | 1:31.546 | Андреа Кеслер · Венгрия                                                  | 1:31.551 | Екатерина Константинова · Россия                                                   | 1:32.214 |
| 1500 м            | Арианна Фонтана · Италия                                                                            | 2:28.884 | Софья Просвирнова · Россия                                               | 2:29.134 | Лючия Перетти · Италия                                                             | 2:29.231 |
| Суперфинал 3000 м | Арианна Фонтана · Италия                                                                            | 5:27.691 | Екатерина Константинова · Россия                                         | 5:27.790 | Софья Просвирнова · Россия                                                         | 5:27.807 |
| Эстафета 3000 м   | Италия · Лючия Перетти · Сесилия Маффеи · Арианна Фонтана · Мартина Вальчепина · Арианна Вальчепина | 4:17.166 | Венгрия · Шара Луца Бачкаи · Петра Ясапати · Андреа Кеслер · Жофия Конья | 4:17.195 | Нидерланды · Сюзанне Схюлтинг · Яра ван Керкхоф · Лара ван Рёйвен · Рианне де Врис | 4:18.446 |
| Общий зачёт       | Арианна Фонтана · Италия                                                                            | 79 очков | Софья Просвирнова · Россия                                               | 73 очка  | Екатерина Константинова · Россия                                                   | 39 очков |

## Страны-участницы
| - Австрия - Беларусь - Босния и Герцеговина - Бельгия - Болгария - Великобритания - Венгрия - Германия - Израиль | - Ирландия - Испания - Италия - Латвия - Литва - Нидерланды - Норвегия - Польша - Румыния | - Россия - Сербия - Словакия - Словения - Турция - Франция - Хорватия - Чехия - Швеция - Украина |